# Piaski Moraskie
Piaski Morąskie (pronunciación en polaco: /ˈpjaskʲi mɔˈrɔ̃skʲɛ/; en alemán: Sandhof) es un pueblo ubicado en el distrito administrativo de Gmina Stary Dzierzgoń, dentro del condado de Sztum, Voivodato de Pomerania, en el norte de Polonia. Se encuentra a unos 2 kilómetros al oeste de Stary Dzierzgoń, a 25 kilómetros al este de Sztum, y a 77 kilómetros al sureste de la capital regional Gdańsk.
El pueblo tiene una población de 30 habitantes.